# 相応部
相応部（そうおうぶ、巴: Saṃyutta Nikāya, SN, サンユッタ・ニカーヤ）とは、仏教のパーリ語経典の経蔵を構成する「五部」（巴: Pañca Nikāya, パンチャ・ニカーヤ）の内の、第3番目の「部」（nikāya, ニカーヤ）のこと。テーマ別の短編経典集である。「相応」（saṃyutta, サンユッタ）とは、「テーマ別のまとまり」のことを指す。
漢訳仏典における『阿含経』の内の『雑阿含経』(ぞうあごんぎょう)に相当するが、漢訳の方は「雑」の名からも分かるように、元々の主題別のまとまりが崩れてしまっている。
マーラ（漢訳:魔羅、天魔、悪魔）は相応部の「悪魔相応」Māra samyuttaに見いだされる。

## 構成
以下の5つの「篇」（vagga, ヴァッガ）、計56の「相応」（saṃyutta, サンユッタ）、約3000経から成る。
- 1. 有偈篇（うげへん、Sagātha-vagga, サガータ・ヴァッガ）
  - 1. 諸天相応（しょてんそうおう、Devatā-saṃyutta, デーヴァター・サンユッタ）
  - 2. 天子相応（てんしそうおう、Devaputta-saṃyutta, デーヴァプッタ・サンユッタ）
  - 3. 拘薩羅相応（くさつらそうおう、Kosala-saṃyutta, コーサラ・サンユッタ）
  - 4. 悪魔相応（あくまそうおう、Māra-saṃyutta, マーラ・サンユッタ）
  - 5. 比丘尼相応（びくにそうおう、Bhikkhunī-saṃyutta, ビックニー・サンユッタ）
  - 6. 梵天相応（ぼんてんそうおう、Brahma-saṃyutta, ブラフマ・サンユッタ）
  - 7. 婆羅門相応（ばらもんそうおう、Brāhmaṇa-saṃyutta, ブラーフマナ・サンユッタ）
  - 8. 婆耆沙長老相応（ばぎしゃちょうろうそうおう、Vaṅgīsa-saṃyutta, ヴァンギーサ・サンユッタ）
  - 9. 森相応（しんそうおう、Vana-saṃyutta, ヴァナ・サンユッタ）
  - 10. 夜叉相応（やしゃそうおう、Yakkha-saṃyutta, ヤッカ・サンユッタ）
  - 11. 帝釈相応（たいしゃくそうおう、Sakka-saṃyutta, サッカ・サンユッタ）
- 2. 因縁篇（いんねんへん、Nidāna-vagga, ニダーナ・ヴァッガ）
  - 12. 因縁相応（いんねんそうおう、Nidāna-saṃyutta, ニダーナ・サンユッタ）
  - 13. 現観相応（げんかんそうおう、Abhisamaya-saṃyutta, アビサマヤ・サンユッタ）
  - 14. 界相応（かいそうおう、Dhātu-saṃyutta, ダートゥ・サンユッタ）
  - 15. 無始相応（むしそうおう、Anamatagga-saṃyutta, アナマタッガ・サンユッタ）
  - 16. 迦葉相応（かしょうそうおう、 Kassapa-saṃyutta, カッサパ・サンユッタ）
  - 17. 利得供養相応（りとくくようそうおう、Lābhasakkāra-saṃyutta, ラーバサッカーラ・サンユッタ）
  - 18. 羅睺羅相応（らごらそうおう、Rāhula-saṃyutta, ラーフラ・サンユッタ）
  - 19. 勒叉那相応（ろくしゃなそうおう、Lakkhaṇa-saṃyutta, ラッカナ・サンユッタ）
  - 20. 譬喩相応（ひゆそうおう、Opamma-saṃyutta, オパンマ・サンユッタ）
  - 21. 比丘相応（びくそうおう、Bhikkhu-saṃyutta, ビック・サンユッタ）
- 3. 蘊篇（うんへん、Khandha-vagga, カンダ・ヴァッガ）
  - 22. 蘊相応（うんそうおう、Khandha-saṃyutta, カンダ・サンユッタ）
  - 23. 羅陀相応（らだそうおう、Rādha-saṃyutta, ラーダ・サンユッタ）
  - 24. 見相応（けんそうおう、 Diṭṭhi-saṃyutta, ディッティ・サンユッタ）
  - 25. 入相応（にゅうそうおう、Okkanta-saṃyutta, オッカンタ・サンユッタ）
  - 26. 生相応（しょうそうおう、Uppāda-saṃyutta, ウッパーダ・サンユッタ）
  - 27. 煩悩相応（ぼんのうそうおう、Kilesa-saṃyutta, キレーサ・サンユッタ）
  - 28. 舎利弗相応（しゃりほつそうおう、Sāriputta-saṃyutta, サーリプッタ・サンユッタ）
  - 29. 龍相応（りゅうそうおう、Nāga-saṃyutta, ナーガ・サンユッタ）
  - 30. 金翅鳥相応（こんじちょうそうおう、Supaṇṇa-saṃyutta, スパンナ・サンユッタ）
  - 31. 乾闥婆相応（けんだつばそうおう、Gandhabbakāya-saṃyutta, ガンダッバカーヤ・サンユッタ）
  - 32. 雲相応（うんそうおう、Valāhaka-saṃyutta, ヴァラーハカ・サンユッタ）
  - 33. 婆蹉種相応（ばさしゅそうおう、Vacchagotta-saṃyutta, ヴァッチャゴッタ・サンユッタ）
  - 34. 禅定相応（ぜんじょうそうおう、Jhāna-saṃyutta, ジャーナ・サンユッタ）
- 4. 六処篇（ろくしょへん、Saḷāyatana-vagga, サラーヤタナ・ヴァッガ）
  - 35. 六処相応（ろくしょそうおう、Saḷāyatana-saṃyutta, サラーヤタナ・サンユッタ）
  - 36. 受相応（じゅそうおう、Vedanā-saṃyutta, ヴェーダナー・サンユッタ）
  - 37. 女人相応（にょにんそうおう、Mātugāma-saṃyutta, マートゥガーマ・サンユッタ）
  - 38. 閻浮車相応（えんふしゃそうおう、Jambukhādaka-saṃyutta, ジャンブカーダカ・サンユッタ）
  - 39. 沙門出家相応（しゃもんしゅっけそうおう、Sāmaṇḍaka-saṃyutta, サーマンダカ・サンユッタ）
  - 40. 目犍連相応（もっけんれんそうおう、Moggallāna-saṃyutta, モッガッラーナ・サンユッタ）
  - 41. 質多相応（しつたそうおう、Citta-saṃyutta, チッタ・サンユッタ）
  - 42. 聚落主相応（しゅうらくしゅそうおう、Gāmaṇi-saṃyutta, ガーマニ・サンユッタ）
  - 43. 無為相応（むいそうおう、Asaṅkhata-saṃyutta, アサンカタ・サンユッタ）
  - 44. 無記説相応（むきせつそうおう、 Avyākata-saṃyutta, アヴィヤーカタ・サンユッタ）
- 5. 大篇（だいへん、Mahā-vagga, マハー・ヴァッガ）
  - 45. 道相応（どうそうおう、Magga-saṃyutta, マッガ・サンユッタ）
  - 46. 覚支相応（かくしそうおう、Bojjhaṅga-saṃyutta, ボッジャンガ・サンユッタ）
  - 47. 念処相応（ねんしょそうおう、Satipaṭṭhāna-saṃyutta, サティパッターナ・サンユッタ）
  - 48. 根相応（こんそうおう、Indriya-saṃyutta, インドリヤ・サンユッタ）
  - 49. 正勤相応（しょうごんそうおう、Sammappadhāna-saṃyutta, サンマッパダーナ・サンユッタ）
  - 50. 力相応（りきそうおう、Bala-saṃyutta, バラ・サンユッタ）
  - 51. 神足相応（しんそくそうおう、Iddhipāda-saṃyutta, イッディパーダ・サンユッタ）
  - 52. 阿那律相応（あなりつそうおう、Anuruddha-saṃyutta, アヌルッダ・サンユッタ）
  - 53. 静慮相応（じょうりょそうおう、Jhāna-saṃyutta, ジャーナ・サンユッタ）
  - 54. 入出息相応（にゅうしゅつそくそうおう、Ānāpāna-saṃyutta, アーナーパーナ・サンユッタ）
  - 55. 預流相応（よるそうおう、Sotāpatti-saṃyutta, ソーターパッティ・サンユッタ）
  - 56. 諦相応（たいそうおう、Sacca-saṃyutta, サッチャ・サンユッタ）

## 日本語訳

### 全訳
- 『南伝大蔵経・経蔵・相応部1-6』（12-16巻） 大蔵出版
- 『原始仏典II 相応部経典』（全6巻）中村元監修 春秋社
- 『パーリ仏典 相応部（サンユッタニカーヤ）』（全10巻）片山一良訳 大蔵出版

### 部分訳
有偈篇 全訳
- 『ブッダ神々との対話―サンユッタ・ニカーヤ1 』中村元訳 岩波文庫
- 『ブッダ悪魔との対話――サンユッタ・ニカーヤ2 』中村元訳 岩波文庫

デーヴァター相応（諸天相応）
- 『世界の名著1 バラモン教典, 原始仏典 』「サミッディの出家」中央公論社

ブラフマ相応（梵天相応）
- 『世界の名著1 バラモン教典, 原始仏典 』「説法の要請（梵天勧請）」中央公論社

サッチャ相応（諦相応）
- 『世界の名著1 バラモン教典, 原始仏典 』「はじめての説法（初転法輪）」中央公論社